# Fatunia
Fatunia ist eine osttimoresische Aldeia im Suco Tibar (Verwaltungsamt Bazartete, Gemeinde Liquiçá). 2015 lebten in der Aldeia 790 Menschen.

## Geographie und Einrichtungen

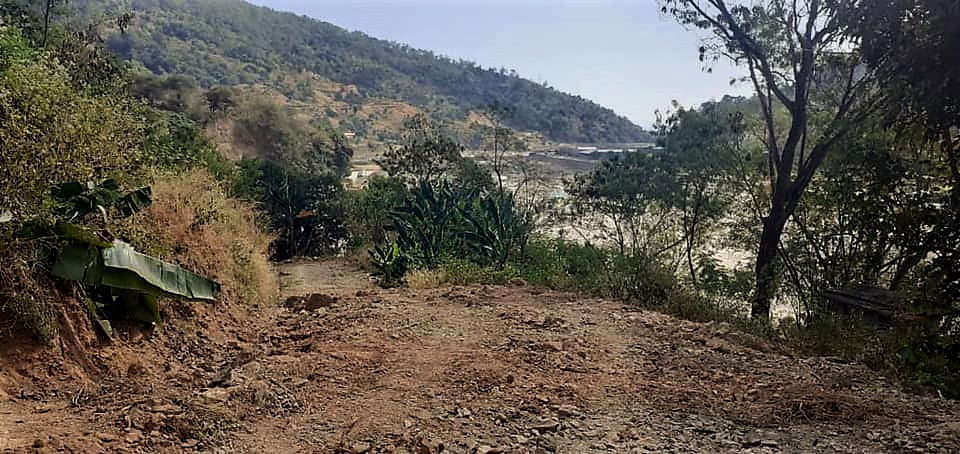
Der Rio Comoro an der Grenze von Fatunia

Fatunia bildet einen Streifen im Osten des Sucos Tibar. Er reicht im Norden vom Ponta Açoilo an der Küste der Straße von Ombai und der Bucht von Tibar bis an die Südwestgrenze Tibars am Rio Comoro. Westlich liegen die Aldeias Libaulelo und Turleu, südlich die Aldeia Mau-Soi und nordöstlich der zweite Teil der Aldeia Turleu. Im Nordosten grenzt Tibar außerdem an den Suco Comoro (Gemeinde Dili), mit den westlichen Stadtteilen der Landeshauptstadt Dili und im Südosten, mit dem Rio Comoro als Grenzfluss, an die Sucos Manleuana und Dare (Gemeinde Dili) sowie Bocolelo (Gemeinde Aileu).
An der Bucht von Tibar liegt das Dorf Husbuk und etwas weiter südlich der Ostteil des Ortes Tibar. Am Rio Comoro befindet sich das Dorf Numbuti, in dem eine Grundschule steht.

## Politik
2023 wurde Berta Pereira zur Chefe de Aldeia gewählt.